# Renaldas Seibutis
Renaldas Seibutis (Palanga, 25 de julho de 1985) é um basquetebolista lituano que atualmente joga pelo Neptūnas Klaipeda que disputa a LKL e a Liga dos Campeões. O atleta possui 1,96m de altura, pesa 82kg e atua como ala-armador. No Draft da NBA de 2007, Seibutis foi selecionado pelo Dallas Mavericks na 50ª escolha.